# Omonjon Otajonov
Omonjon Otajonov, född 30 maj 2003, är en uzbekisk taekwondoutövare.

## Karriär
I juni 2023 tog Otajonov brons i 54 kg-klassen vid VM i Baku. Följande månad tog han silver i 54 kg-klassen vid sommaruniversiaden i Chengdu.